# Schützen am Gebirge
Schützen am Gebirge (kroatiska: Česno, ungerska: Sérc) är en ort och kommun i Österrike. Den ligger i distriktet Eisenstadt-Umgebung i förbundslandet Burgenland, i den östra delen av landet, 40 km söder om huvudstaden Wien. Schützen am Gebirge ligger 126 meter över havet och antalet invånare år 2023 är 1 442.